# A Change of Seasons (pjesma)
"A Change of Seasons" je prva pjesma s EP izdanja A Change of Seasons (izdan 1995. godine) američkog progresivnog metal sastava Dream Theater. Skladba se zapravo može gledati kao suita od sedam dijelova. Tekst pjesme napisao je Mike Portnoy, a govori o smrti njegove majke. "A Change of Seasons" je četvrta najduža skladba Dream Theatera iza "Six Degrees of Inner Turbulence" (42:04), "In the Presence of Enemies" (25:38) i "Octavarium" (24:00). Skladba se također smatra jednom od najboljih koje je Dream Theater ikada napisao, brojni ju obožavatelji smatraju remek-djelom, a i sami članovi smatraju je jednom od njihovih boljih izvedbi.
Evo što je Portnoy rekao o ovoj skladbi na svojoj službenoj stranici:
Osim na studijskom izdanju, pjesma je još uključena u uživo izdanja Once in a LIVEtime i Live Scenes from New York, te DVD video izdanja 5 Years in a LIVEtime i Metropolis 2000: Scenes from New York.

## Kompozicija u dijelovima

### The Crimson Sunrise(0:00 - 3:50)
Instrumentalni uvod suite. Započinje laganim uvodom na akustičnoj gitari, a završava vrlo snažnom izmjenom klavijatura i gitare. Ovaj dio se odnosi na jesen, u kojoj se mogu naći sve te tamnocrvene (crimson) boje; posebno u izlasku i zalasku Sunca.

### Innocence(3:50 - 06:54)
U ovom dijelu upoznaje se lik priče i njegov život u prošlosti, njegovo djetinjstvo i koliko se on promijenio, kako su dani otkrivanja i sreće prošli. Promjena njegova karaktera iz sretnog u usamljenog i depresivnog čovjeka odzvanja u njegovu uvjerenju da mu se bliži kraj.

### Carpe Diem(6:54 - 10:08)
Svečani i melankoličan dio skladbe, čiji se tekst odnosi na izreku "Carpe Diem" (iskoristi dan). Lik se prisjeća kako su nevažne riječi koje je slušao u prošlosti utjecale na njegov život. On (pod pretpostavkom kako je riječ o muškarcu) da "iskoristi dan", od nekog, i da treba "poštovati život dok ga još ima". Ipak, on izražava sumnju za takvo nadanje i zahvalnost, jer nikada se ne zna što će budućnost donijeti.

### The Darkest of Winters(10:08 - 13:01)
Instrumentalni dio koji se odnosi na zimsko razdoblje.

### Another World(13:01 - 16:59)
Lik se sada nalazi u proljeću, osjeća se daleko od prošlosti, toliko se stvari dogodilo; osjeća potrebu da odustane od života, sam, i govori kako je imao ideju kako bi život trebao izgledati, ali ga ovaj san samo čini nesretnim, jer saznaje kako ga je nemoguće imati. 
Pred kraj ovog dijela skladbe lik postaje bješnji i snažniji te u tekstu govori o promjenama u životu, licemjerju, odbijanju, a na kraju odlučuje kako neće dozvoliti da mu uskrate život.

### The Inevitable Summer(16:59 - 20:12)
Instrumentalni dio koji se odnosi na ljetno razdoblje.

### The Crimson Sunset(20:12 - 23:06)
Lik priče sada promatra zalazak Sunca sa svojim sinom. Sagledava sva dobra i loša iskustva u svome životu i kako su ga ona pripremila za sve što ga je kasnije čekalo. Oprašta se od sina, govoreći mu da uvijek "iskoristi dan" i da nastavi sa životom, da ne plače za njim, jer će on zaživjeti bez obzira na smrt. Pred kraj skladbe ponovno se čuju riffovi s početka skladbe, označavajući početak života njegova sina.

## Dodatne informacije
- Pjesma je korištena za promotivni spot devetnaestih Zimskih olimpijskih igara 2002. godine u Salt Lake Cityju.
- Originalna verzija pjesme napisana je 1989. godine i trebala je biti izdana na albumu Images and Words ali je diskografska kuća ATCO Records smatrala skladbu predugačkom da bude uključena u album, te kako bi bilo potrebno dvostruko CD izdanje, što su smatrali "neprobavljivim" za slušatelje.
- Skladba je snimana u istom studiju u kojem je sniman i album Images and Words, te s istim producentom Davidom Praterom, kako bi vratili okruženje u kakvom su radili dok su i stvarali ovu skladbu 1989. godine.

## Izvođači
- James LaBrie - vokali
- John Petrucci - električna gitara
- John Myung - bas-gitara
- Mike Portnoy - bubnjevi
- Derek Sherinian - klavijature

## Vanjske poveznice
- Službene stranice sastava Dream Theater